# District de Jiang'an
Pour les articles homonymes, voir Jiang'an.
Le district de Jiang'an (江岸区 ; pinyin : Jiāng'àn Qū) est une subdivision administrative de la ville-préfecture de Wuhan, la capitale du Hubei.